# Pre-Emptive Strike
Pre-Emptive Strike es el primer EP de Five Finger Death Punch lanzado el 10 de julio de 2007.  Solo estaba lanzado como descarga digital al iTunes Music Store de los Estados Unidos.   La versión de concierto de "The Devil's Own" era grabado en un show en Las Vegas, Nevada. 

## Canciones
1. "The Bleeding"  4:28
2. "The Bleeding" (unplugged)  3:39
3. "The Devil's Own" (live)  4:54[1]

## Miembros
Five Finger Death Punch
- Ivan L. Moody – vocales
- Zoltan Bathory – guitar
- Caleb Bingham – guitars (canción 1)
- Darrell Roberts – guitars (canciones 2&3)
- Matt Snell – bajo
- Jeremy Spencer – Batería